# Селайна (Огайо)

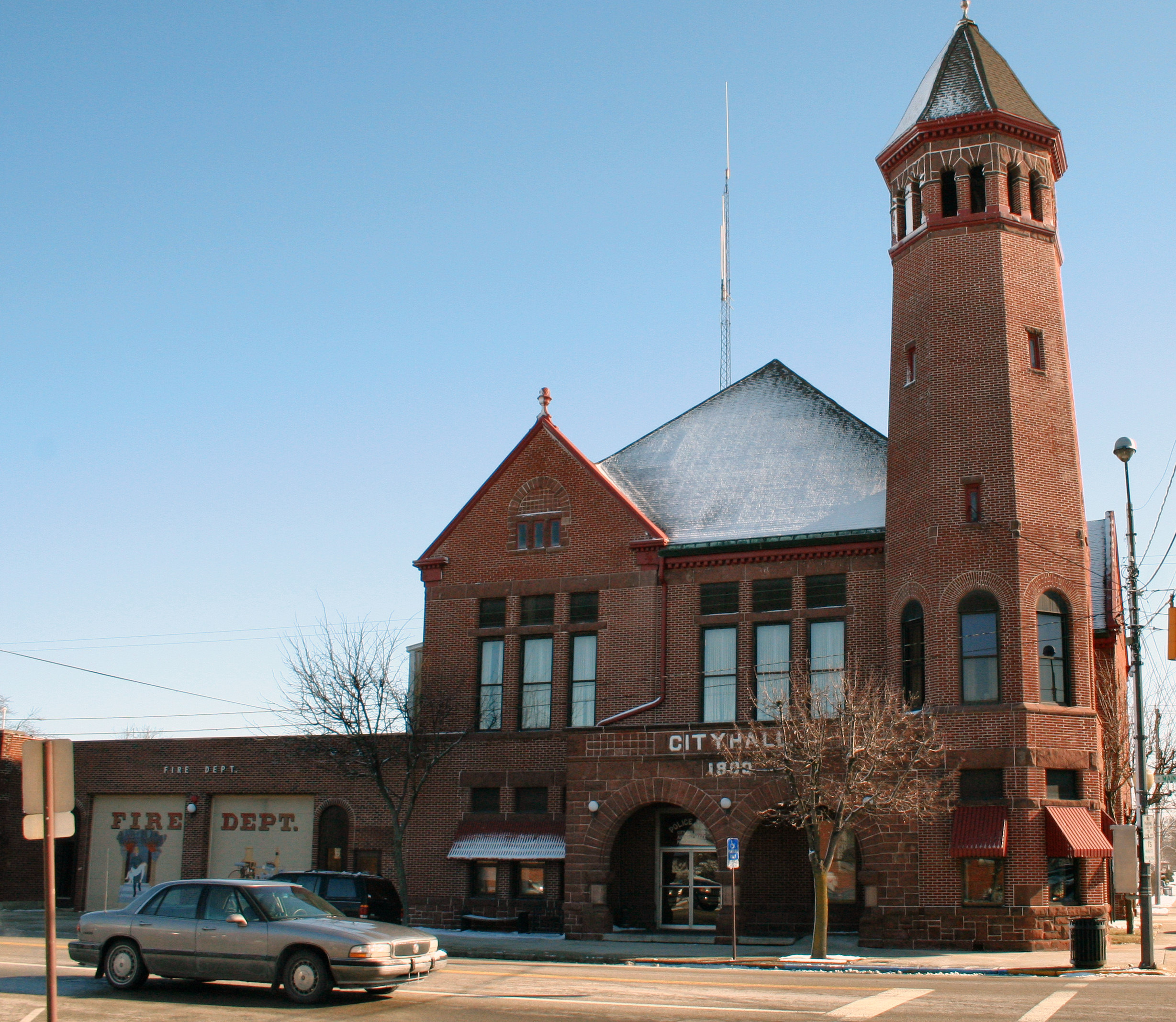
Мэрия, 2006 год.

Селайна (англ. Celina) — окружной центр округа Мерсер штата Огайо, США. Согласно переписи 2010 года, население — 10 400 человек; высота — 270 метров.
Город был основан в 1834 году Джеймсом Уотсоном Рили (James Watson Riley); название было дано по созвучию с названием города Salina, и лишь слегка изменено, чтобы не было проблем с доставкой почты. Город рос медленно, и в 1880 году в нём было всего 1336 жителей, однако после этого времени население стало быстро расти — в местности была обнаружена нефть и природный газ.
Город расположен на берегах озера, у большого парка; в парке и у озера проходят различные фестивали.